# 과냉각
과냉각(過冷却, 영어: supercooling, undercooling)은 액체나 기체의 온도를 고체가 되는 일 없이 어는점 아래로 낮추는 과정이나 상태를 가리킨다. 다시 말해, 상전이 온도 밑으로 내려가더라도 원래의 상을 유지하고 있는 상태이다.
순수 물은 273.15 K(0 °C, 32 °F)에서 얼지만 균질 핵생성(거의 224.8 K, 즉 −48.3 °C/−55 °F) 이하에 이르기까지 표준 압력에서 과냉각할 수 있다.
그러나 106 K/s의 속도로 냉각되면 결정 핵생성을 피하게 되어 물은 유리 상태가 된다. 이 상태의 유리 전이 온도는 훨씬 더 차가워서 알아내기 쉽지 않지만 연구에 따르면 약 165 K(−108 °C/−162.4 °F)에 이른다.
표준 어는점을 넘는 액체는 결정 구조가 형성되어 고체를 생성할 수 있는 핵이나 종자 결정이 있을 때 결정화된다. 그러한 핵이 없으면 액체상은 결정 균질 핵 생성이 일어나는 온도까지 유지될 수 있다.
균일한 핵생성은 유리 전이 온도 이상에서 발생할 수 있지만, 해당 온도 이상에서 균일한 핵생성이 발생하지 않으면 비정질 (비결정) 고체가 형성된다.
물은 일반적으로 273.15 K (0.00 °C; 32.00 °F) 에서 언다. 그러나 표준 압력 에서는 거의 224.8 K (−48.3 °C; −55.0 °F) 의 결정 균질 핵 생성 까지 "과냉각"될 수 있다.
과냉각의 상업적 응용 분야 중 하나는 냉동이다. 냉동고는 음료수를 과냉각 수준으로 냉각시켜 개봉 시 슬러시를 형성할 수 있다. 또 다른 예로는 기존 냉동고에 있던 음료를 과냉각할 수 있는 제품이 있다. 코카콜라 컴퍼니는 영국의 Sprite와 싱가포르의 Coke가 포함된 특수 자동 판매기 판매했다. 이 자동 판매기는 병을 과냉각 상태로 보관하여 개봉 시 내용물이 슬러시로 변하도록 했다.
과냉각은 매사추세츠 종합병원/하버드 의과대학의 장기 보존에 성공적으로 적용되었다. 나중에 수용 동물에게 이식된 간은 과냉각을 통해 최대 4일 동안 보존되었으며, 이는 기존 간 보존 방법으로 달성할 수 있는 한계의 4배이다. 간은 −6 °C (21 °F) 의 온도로 과냉각되었다. 추운 온도로 인한 결빙 및 부상을 방지하는 해결책이다.

## 같이 보기
- 비결정질 고체
- 냉각
- 슬러시
- 비얼음